# Зеленочи
Зеленочи (бел. Зеляночы) — деревня в Калинковичском районе Гомельской области Белоруссии. Входит в состав Зеленочского сельсовета (административный центр сельсовета — агрогородок Носовичи). 

## География

### Расположение
В 26 км на северо-восток от Калинкович, 6 км от железнодорожной платформы Уболоть (на линии Жлобин — Калинковичи), 148 км от Гомеля.

### Гидрография
На севере и западе мелиоративные каналы.

## Транспортная сеть
Транспортные связи по просёлочной, затем автомобильной дороге Гомель — Лунинец. Планировка состоит из прямолинейной улицы, ориентированной с юго-запада на северо-восток, к которой на севере присоединяется короткая улица. На юге и севере, за каналом — короткие прямолинейные, меридиональной ориентации улицы. Застройка двусторонняя, преимущественно деревянная усадебного типа. Для переселенцев из Чернобыльской зоны в 1988 году построены кирпичные дома на 50 семей.

## История
По письменным источникам известна с XVIII века как деревня в Мозырском повете Минского воеводства Великого княжества Литовского. После 2-го раздела Речи Посполитой (1793 год) в составе Российской империи. В 1795 году в Суховичском старостве, владение Еленских. В 1850 году собственность казны. В 1879 году обозначена как селение в Носовичском церковном приходе. Около деревни экспедицией И. Жилинского в 1878—1880 годах проложен магистральный канал Закованка. Согласно переписи 1897 года действовали часовня, хлебозапасный магазин. В 1908 году в Домановичской волости Речицкого уезда Минской губернии. В 1910 году открыта школа, которая разместилась в наёмном крестьянском доме, а в 1924 году для неё построено собственное здание.
С 20 августа 1924 года центр Зеленочского сельсовета Калинковичского, с 27 сентября 1930 года Мозырского, с 12 февраля 1935 года Домановичского, с 20 февраля 1938 года Василевичского, с 16 сентября 1959 года Калинковичского района Мозырского (до 26 июля 1930 года и с 12 февраля 1935 года по 20 февраля 1938 года) округа, с 20 февраля 1938 года Полесской, с 8 января 1954 года Гомельской областей.
В 1930 году организованы колхозы «Коммунар» и «1 Мая», работали смоловарня, ветряная мельница, 2 кузницы. Действовала начальная школа (в 1935 году 167 учеников). Во время Великой Отечественной войны партизаны разгромили вражеский опорный пункт, размещавшийся в деревне. В деревне и окрестности базировались Калинковичские подпольные райкомы КП(б)Б и ЛКСМБ, штаб 99-й Калинковичской партизанской бригады Полесского соединения. В январе 1944 года каратели сожгли деревню и убили 20 жителей. Освобождена 12 января 1944 года. На фронтах и в партизанской борьбе погибли 134 жителя Зеленочского сельсовета, память о них увековечивают курган и доски с именами погибших, возведенные в 1971 году около клуба. Центр колхоза «Коммунар». Расположены 9-летняя школа, детский сад, клуб, библиотека, амбулатория, магазин, отделение связи.
В состав Зеленочского сельсовета до 1968 года входил посёлок Василевичского пенькозавода (не существует).

## Население

### Численность
- 2004 год — 150 хозяйств, 366 жителей.

### Динамика
- 1795 год — 20 дворов.
- 1850 год — 30 дворов, 237 жителей.
- 1897 год — 70 дворов, 454 жителя (согласно переписи).
- 1908 год — 108 дворов, 788 жителей.
- 1940 год — 135 дворов, 385 жителей.
- 2004 год — 150 хозяйств, 366 жителей.